# Elytrigia meotica
Elytrigia meotica là một loài thực vật có hoa trong họ Hòa thảo. Loài này được (Prokudin) Prokudin mô tả khoa học đầu tiên năm 1941.